# Brommella digitata
Espèce
Brommella digitata est une espèce d'araignées aranéomorphes de la famille des Cicurinidae.

## Distribution
Cette espèce est endémique du Guizhou en Chine,. Elle se rencontre dans le xian de Yinjiang dans les grottes Tu et Da.

## Description
Le mâle holotype mesure 3,61 mm et la femelle paratype 3,62 mm, les mâles mesurent de 3,58 à 4,24 mm et les femelles de 3,39 à 5,02 mm.

## Systématique et taxinomie
Cette espèce a été décrite par Lu, Chen et Zhang en 2015.

## Publication originale
- Lu, Chen & Zhang, 2015 : « Diversity of spiders in Fanjing Mountain Nature Reserve, Guizhou, China, III: A new species of Brommella (Dictynidae). » Zootaxa, no 4020(1), p. 183-190.